# Franz Wilhelm Mohr von Waldt
Franz Wilhelm Mohr von Waldt (* vor 1596; † 20. Juli 1643 in Nürnberg) war ein aus Luxemburg stammender kaiserlicher Obrist im Dreißigjährigen Krieg.

## Leben
Franz Wilhelm wurde als Sohn von Wilhelm Mohr von Waldt († 1595) aus rheinischem Uradel und Ursula von Leyen († 1595) geboren.
Er trat 1614 in den Militärdienst ein und wurde vermutlich 1621 im Feldzug gegen Bethlen gefangen genommen. Im Mai 1622 ist er als Obristleutnant und ab 1625 als Hofmarschall und Baumeister des Meistertum Mergentheim des Deutschen Ordens belegt. Er trat 1629 in ligistische Dienste über und war als kaiserlicher Obrist ab 4. Oktober 1630 Inhaber des Regiments zu Fuß Cortenbach. In dieser Funktion war er 1630 im Feldlager in Gartz an der Oder und in Angermünde (Winterquartier) bevor er im April 1631 in Frankfurt/Oder abermals in (nun schwedische) Kriegsgefangenschaft geriet. Im März 1632 kam er gemeinsam mit anderen Gefangen im Austausch gegen Knyphausen sowie 20.000 Gulden frei. Tilly schickte ihn umgehend nach Wien zur Berichterstattung und zu Wallenstein mit der Bitte um Hilfe für Bayern. 1632 war er beim Einfall in Sachsen unter Holk (Eroberung von Pirna), dann in Freiberg, möglicherweise auch am 16. November 1632 bei der Schlacht von Lützen.
1634 begann sein Stern zu sinken. Am 12. Jänner ist er als Mitunterzeichner des 1. „Pilsener Reverses“ als Treueschwur der Armeeoffiziere zu Wallenstein belegt und hatte maßgeblichen Anteil am 2. „Revers“ vom 20. Februar. Am Hofe misstraute man ihm offenbar bereits, einer Zitierung nach Wien im Jänner kam er nicht nach. Wallenstein ernannte ihn im Jänner zum Feldmarschallleutnant (vom Hof nicht bestätigt) und schickte ihn nach Wien um seine Motive zu erläutern. Piccolomini überredete ihn unterwegs, diese Mission aufzugeben, und schickte ihn stattdessen zu Gallas, der ihn am 24. Februar in Budweis verhaften und nach Wien bringen ließ, wo Stadt-Obrist Löbl ihn in Arrest setzte. Am 22. März wurde ein Kriegsgericht in Wien gegen ihn eingesetzt und die erste Befragung Ende April durchgeführt. Die weiteren Stationen des Angeklagten waren Pilsen und schließlich Regensburg, wo der Prozess bis Ende 1635 fortgeführt wurde. Mohr beteuerte seine Unschuld und nichts von den Plänen Wallensteins gewusst zu haben. Ende 1635 entschied die deutschmeisterlichen Kommission auf Freispruch, der am 4. März 1636 vom Kaiser bestätigt wurde. Nach Treueschwur auf den Kaiser kam er am 17. März frei. Trotzdem er 1637 wieder in kaiserliche Gnaden an- und aufgenommen wurde, wurde er nicht mehr eingesetzt.
Er blieb unverheiratet und hinterließ keine bekannten Nachkommen.